# アレクサンデル・ヴェンツェル (1944年生のサッカー選手)
アレクサンデル・ヴェンツェル（Alexander Vencel, 1944年2月8日 - ）は、ハンガリー出身のスロバキア人サッカー選手。ポジションはゴールキーパー。チェコスロバキア代表として25試合に出場した。
1970 FIFAワールドカップとチェコスロバキアが優勝したUEFA欧州選手権1976でメンバー入りした。
クラブレベルではŠKスロヴァン・ブラチスラヴァでキャリアの大半を過ごした。
同名の息子アレクサンデル・ヴェンツェルも同じくゴールキーパーであり、スロバキア代表の経験がある。